# ロッカジャポニカ
ロッカジャポニカ（ROCK A JAPONICA）は、日本の女性アイドルグループである。スターダストプロモーション所属。愛称はロジャポ、ロッカ、ロッカちゃん,。
ももいろクローバーZなどのグループと共にSTARDUST PLANET（略称：スタプラ）を構成していた。同じくスタプラ所属グループだった3B junior内の選抜ユニットとして結成された。
2019年4月29日の中野サンプラザ公演をもってロッカジャポニカとしての活動が終了。
2019年7月15日より、内藤るな・高井千帆・平瀬美里の3人にスターダストプロモーション所属の当時小学生であった青山菜花・白浜あやの2人を加えた5人による新グループ「B.O.L.T」（ボルト）として再スタートした。

## 概要
- 3B junior内のユニット[3]として結成された。正式ユニット名が決まる前の愛称・仮名は「走れチーム」「キングレコード組(仮)」（通称「キング組」）。
- グループ名には、「JAPONICA（日本固有の）をROCKする（揺り動かす、刺激する、感動させる）」という意味があり、日本を刺激する、日本を感動させるという意味が込められている。
- キャッチフレーズは「あなたと生きる学習帳！」。
- ポーズは、（並んだ際に上手側の人は右腕、下手側の人は左腕の）肘を前に出し、腕は胸の前で真横にして拳を軽く握り、腕と同じ側の足を拳の方向に少し出す。通称「ロジャポーズ」[4][5]。
- ファンの愛称は「オトモダチ」[6]。
- メンバーカラーの設定は無い。グループとしてのイメージカラーはレインボーカラー[7]。
- STARDUST PLANETの中で平均身長が一番低い。
- 「タコ感」溢れるライブやイベントがロッカジャポニカの魅力のひとつになっている。（タコ感については後述）
- ももいろクローバーZの妹分としては唯一、ももクロとレーベルも同じであり、事務所・レコード会社・その他、ももクロと共通のスタッフが多い。

グループの特長
メンバーは、グループの特長について以下の様に表している。
内山：『人見知りが多くが、それが“らしさ”になっている気がする。どんな広い場所が合っても隅っこに集まる5人。だけど、ステージに上がると汗を飛ばすくらいダンスが激しいのもロジャポらしさ。』
椎名：『言葉では表せない独特な雰囲気のあるグループ。ふんわりとしたアットホームな感じ。その中心にいるのがリーダー。曲がかかったときのすごく踊る雰囲気と、ＭＣの時のほんわかした雰囲気のギャップがロジャポの魅力。』
高井：『ライブ中はもちろん、ライブが終わったあとも＂しあわせ～～！！＂になる「タコ感」（多幸感）。幅広～い素敵な楽曲、盛り上がる楽しい曲もたくさん。バキバキに歌って踊って みんなとたくさん汗をかくが、メンバーはみんなどこか１つは抜けていて、すごく平和主義。』
また、楽曲については以下の様に表している。
平瀬：『ロジャポの曲は色とりどりで色んなジャンルがあり、すごいバラエティ豊か。季節感のある曲や学生の時にみんなが通る出会い、受験、卒業など色んな時の気持ちや大切なものがたくさんたくさん詰まっている、音楽の宝石箱。ライブでは宝石箱全部ひっくり返しちゃうのでキラキラ感とワクワク感が半端ない。』

## メンバー

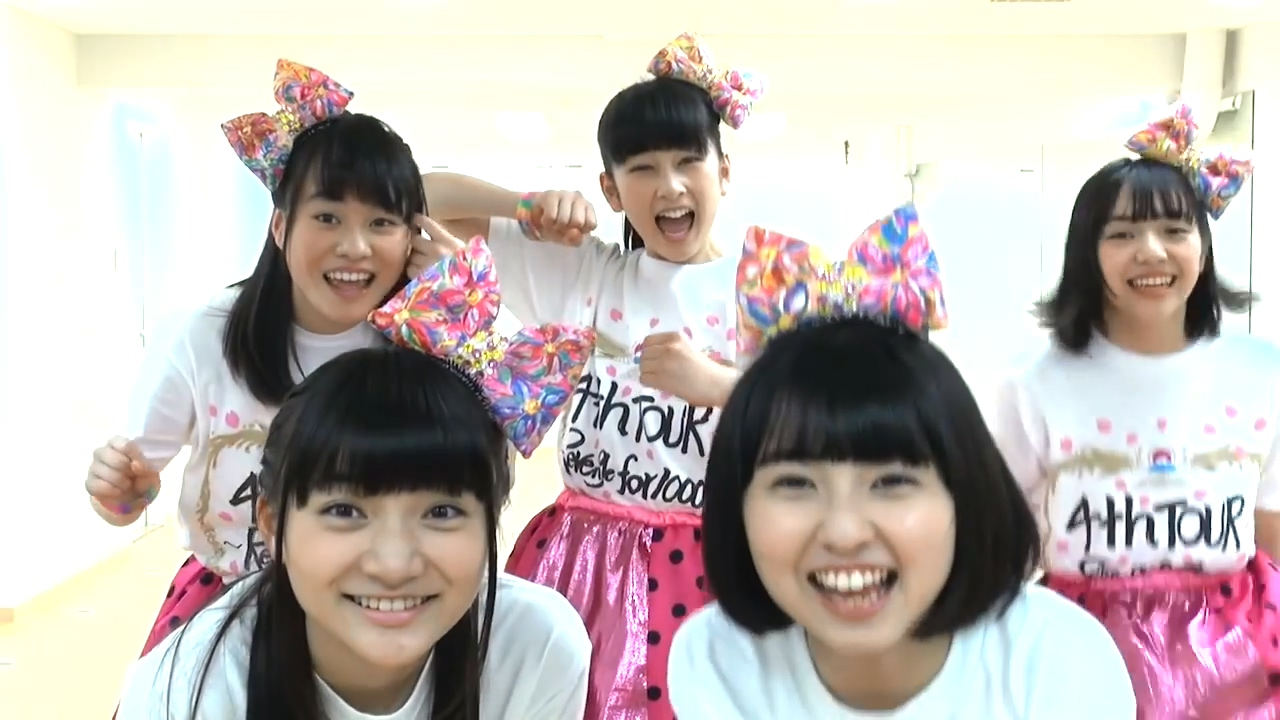
前列向かって左より椎名るか、内山あみ、後列向かって左より平瀬美里、高井千帆、内藤るな

※ 2019年4月29日活動終了時点。

### 最終メンバー
| 名前     | よみ          | ニックネーム                | 生年月日               | 出身   | 備考                                                                          |
| -------- | ------------- | --------------------------- | ---------------------- | ------ | ----------------------------------------------------------------------------- |
| 内藤るな | ないとう るな | るんぱん、 るんるんぱんぱん | 2000年12月23日（24歳） | 東京都 | “今地球で会える宇宙人” 元3B Junior、元みにちあ☆ベアーズ B.O.L.T立ち上げに参加 |
| 高井千帆 | たかい ちほ   | ちぃ、 ちぃちゃん           | 2001年11月20日（23歳） | 東京都 | MC担当 元3B Junior、元みにちあ☆ベアーズ B.O.L.T立ち上げに参加                 |
| 平瀬美里 | ひらせ みさと | みぃ、 みぃちゃん           | 2002年8月6日（22歳）   | 千葉県 | “ロジャポの太陽” 元3B Junior、元みにちあ☆ベアーズ B.O.L.T立ち上げに参加       |

### 旧メンバー
| 名前     | よみ          | ニックネーム | 生年月日              | 出身     | 備考                                                               |
| -------- | ------------- | ------------ | --------------------- | -------- | ------------------------------------------------------------------ |
| 椎名るか | しいな るか   | るったん     | 2001年7月28日（23歳） | 北海道   | “ロジャポの歌姫” 元3B Junior、元みにちあ☆ベアーズ 2019年4月8日脱退 |
| 内山あみ | うちやま あみ | あみぽん     | 2000年1月17日（25歳） | 神奈川県 | リーダー 元3B Junior、元KAGAJO☆4S 2019年4月29日脱退                |

## 歩み
※ 3B juniorとしての活動は3B juniorのページも参照

### 2014年
- 11月24日 ももいろクローバーZのライブ「女祭り2014 ～Ristorante da MCZ」のライブビューイング「女祭り2014 メンズ限定非公式のぞき見大会『サンクチュアリ』」（会場：東京国際フォーラム）のオープニングアクトに3B juniorが出演。高井千帆・椎名るか・内藤るな・平瀬美里・内山あみの5名がももクロのカバー曲「走れ!」を披露。これが3B juniorのお披露目であり、5人によるステージでの歌唱も初となる[7]。

### 2015年
- 1月8日 「俺の3Bjr in 日本青年館(スタート)」初日のアンコールでにて、5人でを「走れ!」を披露。
- 1月10日 「俺の3Bjr in 日本青年館(スタート)」2日目のアンコールで、今夏にEVIL LINE RECORDSからメジャーデビューすることが発表された[14]。
- 8月14日 浅草公会堂で開催された『3B junior浅草大歌謡ショー』にてロッカジャポニカ初のオリジナルソングとなる新曲「歌いたいのうた」を初披露。このとき諸事情によりメジャーデビューが2016年新春へ延期されることが発表された[15]。以降、ユニット名を「キングレコード組(仮)」とする。
- 8月25日 LoGiRL「川上アキラの人のふんどしでひとりふんどし」♯20 出演（高井・平瀬）
- 8月28日〜11月29日に開催された『3B juniorファーストツアー2015 東京湾』に参加[16]。
- 9月1日 LoGiRL「川上アキラの人のふんどしでひとりふんどし」♯21 出演（高井・平瀬）
- 9月15日 LoGiRL「川上アキラの人のふんどしでひとりふんどし」♯23 出演（内藤・高井）
- 11月29日 ららぽーと豊洲で開催された『3B juniorファーストツアー2015 東京湾』にて、正式ユニット名「ロッカジャポニカ」が発表された。合わせて新曲「ワールドピース」、「WEE FIGHT OH!!!!!」を初披露[17]。
- 12月1日 LoGiRL「川上アキラの人のふんどしでひとりふんどし」♯31 出演
- 12月3日 3B junior公式Ustreamチャンネル「SANBEETV」にて配信された「お茶会ustream」に出演。
- 12月19日～2016年2月28日まで、1stシングルリリースツアー『ワールドピースツアー』を開催[18]。
- 12月27日 『3B junior季節はずれのX'mas party「のんびりサンタさんがやってきた」』に出演[19]。

### 2016年
- 1月27日 「ワールドピース」でキングレコードよりメジャーデビュー。東武百貨店 池袋店の屋上でリリースイベント実施。オリコンデイリー10位を獲得[20]。
- 2月1日 初のライブハウスでのイベント[21]となる原宿アストロホールにて『ワールドピースツアーウィークリー週ありがとうフリーイベント』開催。4月17日にラフォーレミュージアム原宿にて単独ライブを行うことが発表された[22]。
- 2月28日 ワールドピースツアーファイナルをららぽーと豊洲にて開催。同公演中に6月8日(予定)の2ndシングルの発売が発表された[23]。
- 3月15日 LoGiRL「川上アキラの人のふんどしでひとりふんどし」♯42 出演
- 3月25日 3B junior公式Ustreamチャンネル「SANBEETV」にて配信された番組内で、2ndシングルの概要と発売記念のリリースツアーが関西・中部地方を含む全19ヶ所で4月23日から開催されることが明かされた[24]。
- 3月30日 平瀬が特発性縦隔気腫と診断されたため、原宿アストロホールで開催された3B juniorライブを欠席[25][26]。
- 4月2日・3日 「MOMOIRO CLOVER Z DOME TREK 2016」西武ドーム場外ライブおよびオープニングアクトに出演。
- 4月11日 ラフォーレミュージアム原宿での初ワンマンライブにて、平瀬はトークのみの参加になること、2ndシングルの発売日が7月6日に延期されること、リリースツアーのうち、6月7日〜10日に開催予定だった4公演が7月5日〜8日に延期されることが発表された[27]。
- 4月17日 ラフォーレミュージアム原宿で初ワンマンライブを開催。FM NACK5「iMeetUp!」内レギュラー番組「目指せてっぺん！しゃべろっかジャポニカ！」の開始が発表された[28]。番組タイトルは、メンバーが「教歌SHOCK!」のジャケット撮影日に考案した。
- 4月23日～7月10日まで、『2ndシングル「教歌SHOCK!」発売記念ツアー』開催。4月23日のららぽーと新三郷でスタート[29]。なおツアー当初は新曲が未発表であったため、ツアー名に曲名はなかった。
- 5月14日 サンシャインシティ噴水広場で開催された「新星堂presents iPop Monthly Fes 噴水広場リニューアルSpecial」第3部で、ベイビーレイズJAPANと競演[30]。
- 7月6日 2ndシングル「教歌SHOCK!」発売。初週売上22,000枚を記録。7月18日付Billboard Japan Top Singles Sales4位[31]、オリコンウィークリーでは自己最高位となる5位を記録[32]。
- 7月11日 3rdシングルを今秋発売することを発表。前作に引き続き「お勉強」をテーマにした内容で、「図画工作」「音楽」「家庭科」「体育」「道徳」の5形態となる[32]。
- 7月29日 内山あみが「銀座BODYSLAM BOYS」（ソラトニワ銀座）にゲスト出演。
- 8月1日 「GIRLS' FACTORY 16」DAY3（国立代々木競技場第一体育館）出演
- 8月30日 LoGiRL「川上アキラの人のふんどしでひとりふんどし」♯57 出演
- 9月4日 新木場STUDIO COASTで開催された「サイサイフェス2016」に出演。
- 10月8日〜11月28日まで、3rdツアー「Road to 1000」を開催。ツアー名称は、「ツアーファイナル公演で会場のキャパシティいっぱいの1,000人集客すること」を目的としてツアーを行う、という意味。
- 10月28日 YouTube公式チャンネルにて「ロッカジャポニカの◯◯っかジャポニカ～!!」を配信
- 11月12日 LoGiRL「川上アキラの人のふんどしでひとりふんどし」♯35 出演
- 11月15日 LoGiRL「川上アキラの人のふんどしでひとりふんどし」♯66 出演
- 11月21日 YouTube公式チャンネルにて「ロッカジャポニカの◯◯っかジャポニカ～!!」を配信
- 11月23日 3rdシングル「だけどユメ見る」発売。
- 11月28日 恵比寿リキッドルームにてツアー「ロッカジャポニカ 3rd TOUR ～Road to 1000～」のファイナル公演となるワンマンライブを開催。リリースイベントの当初からリキッドルームのキャパシティである1,000人の集客を目標とし、“Road to 1000”と掲げ各地を回っていたが、入場者数を表示したロジャメーター（ROJA-METER）は819であり、目標には届かなかった[33]。 高井は「リベンジ」を誓い、これが翌年の「4th TOUR ～Revenge for 1000～」に繋がることになる[34]。
- 12月18日 池袋シアターグリーン BIG TREE THEATERで行われた3B juniorのクリスマスイベント『「真冬の大決闘」〜クリスマスなんか大っキライ!!〜』で、「第1回 無期限武者修行ユニット」に選抜されたことが発表された[35]。それに伴い、武者修行が終了するまでは、3B juniorのイベントには参加しないこととなった。
これについて、プロデューサーの川上アキラは「一種の“危機感”を感じてもらいたかった」「彼女たちにもっと3B juniorだけじゃなくて、大海を見てもらいたい」と発言している。そして、「意識改革の一環なので、卒業でもないし彼女たちの意識が変わってくれば、3B juniorに戻ってきます」と、3B juniorからの卒業ではないと述べている[36]。
- 12月23日 ダイバーシティ東京プラザ2Fフェスティバル広場にて「ロジャトレ　あなたと目指す武道館〜冬の（るん）ぱんまつり〜」開催。
- 12月24日 ららぽーと豊洲にて「ロジャメリ ～New Chapter～」開催。

### 2017年
- 1月7日・8日、品川ステラボール「俺のネクストガール2017 〜もちろん藤井〜」に出演[37]。
- 1月14日 新木場 Studio Coast「清竜人ハーレム♡フェスタ」に出演[38]。
- 1月22日 ヨドバシ吉祥寺2階イベント会場にて内山あみ生誕イベント「ロジャトレ あなたと目指す武道館〜ようこそ内山わーるどへ〜＠タワーレコード吉祥寺店」を開催[39]。
- 1月27日 Ustream公式チャンネルにて「デビュー1周年記念 ◯◯っかジャポニカ～!!」を配信。
- 2月18日 ららぽーと豊洲 シーサイドデッキ メインステージにて「Happy Rojantine’s Day 〜ロジャポ学園 家庭科部〜」を開催。ロジャポのバレンタインイベント名「ロジャンタイン」は内山あみ命名。
- 2月28日 LoGiRL「川上アキラの人のふんどしでひとりふんどし」♯78 出演。
- 3月11日 メットライフドーム（西武球場）「ブルックス presents 2017 NACK5 チームラン inメットライフドーム」に出演[40]。
- 3月18日 TSUTAYA O-EAST「OTODAMA × POP PARADE presents OTOPARE」に出演[41]。
- 3月20日 文化放送1Fサテライトプラススタジオ 文化放送FRESH!「スタートゲート」に出演[42]。
- 4月1日 三鷹駅南口緑の小広場および三鷹中央通り「2017三鷹交通安全フェスタ」に出演。
- 4月2日 横浜国際プール「B.LEAGUE 横浜ビー・コルセアーズ対川崎ブレイブサンダース」オープニングアクトに出演[43]。
- 4月11日 YouTube公式チャンネルにて「ロッカジャポニカの◯◯っかジャポニカ～!! 」を配信。
- 4月15日～6月27日まで、「4th TOUR 〜Revenge for 1000〜」を開催。初日は原宿アストロホールにて「ロッカジャポニカ 4th TOUR 〜Revenge for 1000〜」を開催、開場限定Single「タンバリン、凛々」「SPARKLE TOUR!!」「Dreaming Road」の3曲を初披露。
- 4月24日 テレ朝動画「川上アキラの人のふんどしでひとりふんどし」♯87 出演（内藤・高井）。
- 4月29日 NHK FM 新番組「画のないアニメ館」テーマ曲に「Dreaming Road」が採用される[44]。
- 4月30日 5月7日、5月14日、テレ玉「HOT WAVE」にて【ミニコーナー】知ロッカジャポニカ リターンズに3週連続出演
- 6月12日 テレ朝動画「川上アキラの人のふんどしでひとりふんどし」♯94 出演。
- 6月18日 川崎 CLUB CITTA'にて「4th TOUR 〜Revenge for 1000〜」FINALを開催。ロジャメーター（ROJA-METER）は1041となり、目標である〜Revenge for 1000〜を達成した。あわせて1stアルバムの発売予定を発表[45][46]。
- 6月25日 「FRESH!アソビなTV 〜イオンモール幕張新都心〜」公開収録[47]。
- 7月2日 下北沢GARDEN「侵食drop東京FINAL」第一部に出演。
- 7月8日 「アイドル横丁夏まつり!!〜2017〜」(場所:横浜赤レンガパーク)出演、1番地でフェスのトリを務める。
- 7月14日 「GIRLS' FACTORY NEXT」(場所:Zepp Tokyo)出演。
- 7月15日 「APPARE！1st Anniversary Special Party!」(場所:赤坂BLITZ)出演。
- 7月20日 「チョコレートバナナ、サマーサンデー！」(場所:TSUTAYA O-WEST)出演。
- 7月23日 OTODAMA SEA STUDIO「OTODAMA SEA STUDIO 2017」出演、フェスのトリを務める。アンコールでSPARKLE TOUR!! を再度披露。
- 7月31日 テレ朝動画「川上アキラの人のふんどしでひとりふんどし」♯101 出演（高井・平瀬）。
- 8月1日 YouTube公式チャンネルにて「ロッカジャポニカの◯◯っかジャポニカ～!!」 配信。
- 8月4～6日 「TOKYO IDOL FESTIVAL 2017」（場所：お台場・青海周辺エリア）に出演。
- 8月6日  ももいろクローバーZ「ももクロ夏のバカ騒ぎ2017」（場所：調布市・味の素スタジアム）のヤジスタで開催された「しがこうげんアイドルフェスティバル（SIF)」のオープニングアクト出演。「第1回アイドルヤングライオン杯」投票の結果、最多の1,110票を集め優勝。[48] 優勝賞金として「衣装代」100万円が贈られる。
- 8月12日 YouTube公式チャンネルにて「ロッカジャポニカの◯◯っかジャポニカ～!!」 配信。
- 8月13日 NHK-FM「画のないアニメ館」公開生放送出演。
- 8月14日 テレ朝動画「川上アキラの人のふんどしでひとりふんどし」♯103 出演（内山・内藤）
- 8月16日 ららぽーと豊洲 シーサイドデッキ メインステージにて「ロッカジャポニカ ロジャハピ 〜夏のハッピーバースデー♡〜」開催予定も天候の都合でトークショーに変更。特典会終了後に「歌いたいのうた」披露、11/15(水)1stアルバム発売と11/26(日)日本青年館にてワンマンライブ開催をサプライズ発表。
- 8月26日 「@JAM EXPO2017」出演 (場所:横浜アリーナ) リメイクされたロジャポTシャツ初お披露目。
- 9月9日 ららぽーと立川立飛にて椎名中心のイベント「RUKA’s Party」、平瀬中心のイベント「MISATO’s Party」開催。1st ALBUMのタイトルが「Magical View」に決定。アルバム発売におけるリリースイベントのスケジュールも発表。
- 9月15日 「イナズマロック フェス 2016 リターンズ」出演。(会場：滋賀県草津市 烏丸半島芝生広場 (滋賀県琵琶湖博物館西隣 多目的広場))
- 9月16日 大阪ATCでフリーイベント開催、天候の都合でATC海辺のステージから場所を変更し「オズ棟北館4F催事場」にて開催。新曲『放課後アフタースクール』を初披露。
- 10月1日～11月18日まで『Magical View』発売記念ツアーを開催。初日のタワーレコード吉祥寺店では白の新衣装と新曲『ぶっちぎりデイズ!!』初披露。このツアーより高井千帆がMC担当になる。また、立ち位置が内山あみと入れ替わり、下手より「椎名・平瀬・内山・内藤・高井」となる。
- 10月7日 YouTube公式チャンネルにて「ロッカジャポニカの◯◯っかジャポニカ～!!」 配信。
- 10月8日 ロッカジャポニカ武者修行GIG vol.1 開催。(場所:渋谷duo MUSIC EXCHANGE)『わたしの地図』初披露。
- 11月6日 テレ朝動画「川上アキラの人のふんどしでひとりふんどし」♯118 出演。
- 11月19日 YouTube公式チャンネルにて「ロッカジャポニカの◯◯っかジャポニカ～!!」 配信。
- 11月21日 チームスマイル 豊洲PITで行われたライブイベント「Live to the World 2017 ～J-MELO Awards 10th Anniversary～」に出演。
- 11月26日 初のホールライブ「キセキとキセキの物語」日本青年館ライブ開催。『神様になれるプログラム』初披露[49][50]。また、SIFの第1回アイドルヤングライオン杯優勝賞金で作成された新衣装も披露された。
- 12月16日 Chiho's PartyとLuna's Partyのロジャハピ＆ロジャメリ2017"開催。(場所:ららぽーと豊洲)

### 2018年
- 1月8日「3B junior新春特別公演 It's 賀☆SHOW TIME!!」(会場:恵比寿ザ・ガーデンホール)2部にサプライズで助っ人として出演。3Bjrみんなで「勇気のシルエット」披露。
- 1月21日 内山あみ誕生日イベント(AMI's Party)開催。（会場:タワーレコード吉祥寺店）
- 2月3日・4日「第6回 台北國際動漫節」内「ICHIBAN JAPAN STAGE」出演　教歌SHOCK! "Chinese ver." 披露。初の海外遠征となる。
- 2月12日「Happy Rojantine's Day」（通称ロジャンタイン）開催。（会場:新宿マルイメン屋上）
- 2月12日 テレ朝動画「川上アキラの人のふんどしでひとりふんどし」♯130 出演。
- 2月17日 YouTube公式チャンネルにて「ロッカジャポニカの◯◯っかジャポニカ～!!」 配信。
- 2月17日  AbemaTV「ももクロ・エビ中緊急生特番！STARDUST PLANET発足記念大感謝パーティー」に出演。
- 2月25日 「ロッカジャポニカ武者修行GIG vol.2」(場所:下北沢GARDEN)開催。黒の新衣装初披露、ライブBD発売とSpring Tour 2018開催が初告知される。
- 3月23日 内山あみが個人のInstagram開始。
- 3月25日 あまがさきキューズモールにてフリーライブ開催。
- 3月31日 HMV&BOOKS SHIBUYAにて『Magical View キセキとキセキの物語』全世界最速上映会。
- 4月8日 「ギュウ農フェス春のSPロードto栃木2018」に出演 。（会場：新木場Studio Coast）
- 4月9日 テレ朝動画「川上アキラの人のふんどしでひとりふんどし」♯138 出演（高井）。
- 4月15日 ららぽーと豊洲にてフリーイベント開催。
- 4月16日、19日 『Magical View キセキとキセキの物語』購入者対象ネットサイン会を開催
- 4月22日 「ももクロ春の一大事2018 in 東近江市」サテライトパーク「SFP-しがフレンドパーク-」特設ステージ『FUMIHIKO COP』に出演[51]。
- 4月25日 「Magical View キセキとキセキの物語」LIVE Blu-ray発売。
- 4月26日 TOKYO MX「超!アイドル戦線～Men's Side Girl's Side～」にて、5人では初となるロケを放送。場所は東京ジョイポリス。
- 4月28日～5月20日まで「ロッカジャポニカ Spring Tour 2018」を開催。最終日5月20日は渋谷クラブクアトロ公演。
- 5月12日 TSUTAYA天神駅前福岡ビル店イベントスペースにてお試しフリーイベント開催。
- 5月19日 「月刊アイドル祭 VOL.9 ～炎の3MAN SPECIAL!!～」に出演。（会場：フジさんのヨコ）
- 5月20日 ららぽーと豊洲にてお試しフリーイベントを開催。
- 5月20日 渋谷クアトロにて「ロッカジャポニカ Spring Tour 2018 ～Re:view ROCK A JAPONICA～」のファイナル公演を開催。このツアーにて学業・学生生活をテーマにした第一章は完結し、新たな景色を見るために第二章に踏み出すことと、8月1日に第二章幕開けとなる4枚目のシングルを、冬に5枚目、来春に6枚目のシングルを発売することを発表した[52]。
- 6月7日 「STARDUST PLANET プレゼンツAKIBAカルチャーズ定期公演 ～スタプラメンバーが笑顔と元気をお届け！ネクストジェネレーションズLIVE～」に出演。
- 6月16日 「PASSPO☆歌って踊って奏でる対バンツアー～Road to 中野サンプラザ～」に出演（会場：東京キネマ倶楽部）
- 6月17日 「YATSUI FESTIVAL! 2018」に出演。
- 6月17日 「ヤなことそっとミュート2nd Anniversary YSMTWO」に出演。（会場：恵比寿リキッドルーム）
- 6月29日 「スタプラ東京Vol.1」出演。（会場：渋谷WWW X）
- 6月30日 「Pimm’s presents Special Live～Human Xrossing～ in東京」に出演。。（会場：新宿BLAZE）
- 7月1日～9月1日まで「ロッカジャポニカ 4th SINGLE『最the高』TOUR」開催。
- 7月2日 テレ朝動画「川上アキラの人のふんどしでひとりふんどし」♯149 出演（内山・内藤）。
- 7月8日 「アイドル横丁夏まつり!!〜2018〜」出演。（会場：横浜赤レンガパーク）
- 7月16日 「東京アイドル劇場プレミアム」出演。（会場：品川グランドホール）
- 7月20日 目黒FM「安田大サーカスクロちゃんのアイドルステーション」出演
- 7月28日 「夏S 2018 ももクロトリビュート ～みんなで10周年をお祝いしちゃうぞ！～」出演。（会場：メットライフドーム）
- 7月31日～8月6日 タワーレコード新宿店にて衣装店を開催。
- 7月31日 「デジタル超十代2018」生配信に出演。（会場：渋谷109前ステージ）
- 8月1日 4thシングル「最the高」発売
- 8月4日～5日 「TOKYO IDOL FESTIVAL2018」出演。
- 8月5日 ももいろクローバーZ「MomocloMania2018 –Road to 2020–」のサテライトパーク「FUMIHIKO PICNIC 2018」のフミヒコステージに出演[53]。
- 8月5日 テレビ埼玉「HOT WAVE」出演。
- 8月6日 ラジオ大阪「J-HITS RADI-MATION」出演（内山・高井）。
- 8月7日21:00～9月7日23:59まで、FRESH LIVEにて「ロッカジャポニカの超十代TV～ロジャポの『脳』を徹底解剖！ロジャポのことをもっと知りたい！～」プロジェクトを開催。期間内に応援ポイントが60万で冠番組を実施（超十代のスタジオ収録）、75万ポイント達成で原宿Abemaスタジオ収録にて冠番組を実施できるという企画[54]。
- 8月10日、13日、21日、29日、30日、9月1日、2日、4日、5日、6日 FRESH LIVEにて「ロッカジャポニカの超十代TV 生放送」配信（2日は高井、6日は内山・内藤）。
- 8月11日～21日 原宿・FUJIFILM WONDER PHOTO SHOPにて「最the高」写真展を開催[55]。
- 8月12日 FM NACK5「カメレオンパーティー」出演。HMV大宮アルシェ内「スタジオアルシェ」からの公開生放送。
- 8月13日 OTODAMA SEA STUDIO 2018 supported by POCARI SWEAT「SUMMER BEACH FANTASY 2018」に出演。
- 8月18日、21日 WONDER PHOTO SHOPにて「最the高」写真展トークイベント開催。
- 8月19日 『「ロッカジャポニカSpring Tour 2018 ～Re:view ROCK A JAPONICA～」@SHIBUYA CLUB QUATTRO』上映会をIKEBUKURO AKビルイベントスペースにて開催。第1部は生コメンタリー付上映会、第2部は応援上映会、第3部はミニライブ。
- 8月20日 「スタプラ東京Vol.2」に出演。（会場：duo MUSIC EXCHANGE）
- 8月24日 「キラキラ☆キラ☆ギュウ農フェス」出演。。（会場：渋谷WWW X）
- 8月26日 「@JAM EXPO 2018」出演（会場：横浜アリーナ）
- 8月30日 FRESH LIVE生配信中に、「ロッカジャポニカの超十代TV～ロジャポの『脳』を徹底解剖！ロジャポのことをもっと知りたい！～」プロジェクトが75万ポイント達成。
- 9月6日 下北FM「DJ Tomoaki’s Radio Show!」公開生放送出演（内山・内藤）。
- 9月22日～23日 「LIVEPRO FESTIVAL 2018」出演。（会場：＠DUCE、＠Zepp Sapporo）
- 9月29日～30日 「ロッカジャポニカ ワンマン特別学習 ～〇〇の脳の中～」開催。（会場：渋谷 TSUTAYA O-Crest）29日1部「～平瀬美里の脳の中～」、2部「～高井千帆の脳の中～」、3部「～椎名るかの脳の中～」、30日1部「～内藤るなの脳の中～」、2部「～内山あみの脳の中～」。「～高井千帆の脳の中～」では、高井千帆が「ぶっちぎりデイズ！！」でドラム演奏を初披露。なお、30日の3部に予定していた「～ロジャポの脳の中～」は台風24号の影響で公演延期となった。
- 10月10日 「スタプラ東京Vol.2.5」出演。（会場：新宿BLAZE）
- 10月13日 「FGC2018 振袖ガールズコンテスト」出演。（会場：ベルエポック美容専門学校第二校舎地下ホール）
- 10月14日 FRESH LIVEにて初冠番組『「超 ！ロッカジャポニカ」 supported by 超十代』をHARAJUKUAbemaStudioから生放送。番組MCは東京ホテイソン。
- 10月18日 「iCON DOLL LOUNGE～2018AW COLLECTION～」出演。（会場：渋谷ストリーム ホール）
- 10月19日 「MX IDOL FESTIVAL Vol.4」出演。。（会場：渋谷TSUTAYA O-EAST）
- 10月22日 テレ朝動画「川上アキラの人のふんどしでひとりふんどし」♯164 出演
- 10月27日 「@JAM the Field vol.14」出演。（会場：LIQUIDROOM）
- 10月28日～12月16日まで「ロッカジャポニカ 5thシングル「MUGEN」ツアー」開催。このツアーよりメンバーの立ち位置が下手より「内藤・椎名・高井・内山・平瀬」に変更となる。
- 11月3日 『3B junior「Cell Division～細胞分裂～」』出演（会場：恵比寿ザ・ガーデンホール）。これを以て、ロッカジャポニカの母体ユニットである3B juniorは活動終了となった。
- 11月6日～11日 内山あみ参加の「ベース女子写真展2018」が下北沢バロンデッセ3階ギャラリーにて開催。11日には内山あみと実姉のあいにゃん（SILENT SIREN）のトークショーを開催。
- 11月9日 「ロッカジャポニカ ワンマン特別学習 ～ロジャポの脳の中～」振替公演を開催。（会場：渋谷 TSUTAYA O-Crest）
- 11月12日 「スタプラ東京Vol.3」出演。（会場：渋谷・duo MUSIC EXCHANGE）
- 11月17日 「第51回日本女子リーグ1部決勝トーナメント」スペシャルライブ出演（会場：明治神宮野球場）。平瀬美里が始球式を行う。
- 11月19日 「WILL-O'定期公演 #月イチWILLO vol.6」出演。（会場：代官山UNIT）
- 12月3日 J:COM「ユニバーサル・スタジオ・ジャパンでＴＫＯ」出演（高井・平瀬）。
- 12月7日 YouTube公式チャンネルにて「ロッカジャポニカの◯◯っかジャポニカ～!!」配信。
- 12月8日 主催ライブ「ロッカジャポニカ武者修行GIG vol.4」開催。（会場：新宿BLAZE）
- 12月9日 テレビ埼玉「HOTWAVE」#442 出演。
- 12月10日 テレ朝動画「川上アキラの人のふんどしでひとりふんどし」＃169 出演（内藤）。
- 12月12日 5th SINGLE「MUGEN」発売。
- 12月17日 FM NACK5『キラメキ ミュージック スター「キラスタ」』出演。
- 12月20日 FM NACK5「Nutty Radio Show THE魂」出演（内山）。
- 12月21日 ミュージックジャパンTV「アイドル大好き！ギュギュッとアイドル☆最強ランキング」出演。
- 12月21日 YouTube公式チャンネルにて「ロッカジャポニカの◯◯っかジャポニカ～!!」配信。
- 12月23日 「東京ロマンチックコンポートSP」出演。（会場：ヒューリックホール）
- 12月24日 「ももいろクリスマス2018 DIAMOND PHILHARMONY -The Real Deal-」のサテライトパーク「堀アキラ」出演。（会場：コミュニティアリーナ）[56]
- 12月25日 クリスマスワンマンライブ「ロジャメリ2018 ～Saint Mental gift～」開催（会場：Mt.RAINIER HALL SHIBUYA PLEASURE PLEASURE）。新曲「Saint Mental gift」[57]を初披露。また、4月17日に脳学習シーズン第三弾となる6th SINGLEをリリース、2月より全国ツアーを行うことが発表された。さらにアンコールでは、4月29日に「中野サンプラザホール」にてロッカジャポニカ史上最大規模であるワンマンライブの開催が発表となった。[58]
- 12月29日 FRESH LIVE公式チャンネルにて「ロッカジャポニカ大忘年会！2018年をゆる～く振り返ろっかジャポニカ」配信。

### 2019年
- 1月2日 「TOKYO IDOL PROJECT×@JAMニューイヤープレミアムパーティー2019」出演。（会場：Zepp Tokyo他）
- 1月6日 FM NACK5「カメレオンパーティー」出演。HMV大宮アルシェ内「スタジオアルシェ」からの公開生放送
- 1月6日 「アイドルジェネレーション vol.55～2019年あけおめ!!＆太田里織菜バースデーSP!!～ in Zepp Tokyo」出演。
- 1月8日 「IDOL CONTENT EXPO ～アイコン最大級！３会場アイドル大新年祭!!!～」出演。（会場：TSUTAYA O-WEST）
- 1月14日 「初S 2019」出演。（会場：Zepp DiverCity）
- 1月17日 下北FM「DJ Tomoaki’s Radio Show!」公開生放送出演（内藤・平瀬）。。
- 1月17日 FRESH LIVE公式チャンネルにて「内山あみHappyBirthday」配信（内山）
- 1月19日 FRESH LIVE公式チャンネルにて「中野サンプラザ ワンマンライブについて語ろっかジャポニカ！！！！！」配信（内山・内藤・平瀬）。
- 1月20日 白夜書房BSホールにてトークイベント『別冊BUBKA リアル「夢と妄想とリアル」ショウ』開催。
- 1月22日 「iCON DOLL LOUNGE 2018-2019 Winter」出演。（開場：TSUTAYA O-WEST）
- 1月27日 「MX IDOL FESTIVAL Vol.6」出演。（会場：Zepp Tokyo）
- 1月27日 FRESH LIVE公式チャンネルにて「祝！メジャーデビュー3周年！デビューして3周年を振り返ろっかジャポニカ〜〜〜！！！」配信。
- 1月29日 ヴィレッジヴァンガード下北沢店で行われた「ONE AND ONLY トークイベント」に出演（高井）。
- 1月31日 「Appare! World vol.2」出演。（会場：TSUTAYA O-WEST）
- 2月5日 「超！アイドル戦線～Men's Side Girl's Side～、ヴィレッジヴァンガード、ダイキサウンド presents『ONE AND ONLY』」出演。2月中は毎週火曜日出演。（会場：2/5 GARRET udagawa、2/12 CLUB SEATA、2/19 AKIBAカルチャーズ劇場、2/26 新宿BLAZE）
- 2月8日 FRESH LIVE公式チャンネルにて「いよいよ全国ツアー開始！ 前夜祭で意気込み語ろっかジャポニカ！」を配信
- 2月9日～3月24日 全国ツアー『ROCK A JAPONICA LEVELING TOUR 2019 〜中野へGO〜』開催。[59] 「最強装備で中野サンプラザに挑もう！」というコンセプトのもと行われ、前半の「Phase1」ではメンバーの体力アップを目指し、その培った体力を「Phase2」の２部公演では対バン相手にぶつけるというツアーになる。初日の2月9日はは渋谷・TSUTAYA O-Crest。
- 2月10日 「ニッポン放送 ももいろクローバーZ ももクロくらぶxoxo ～バレンタイン DE NIGHT だぁ～Z！ 2019（表）」オープニングアクトに出演。また、終演後に「ももいろクローバーZ ももクロくらぶxoxo」の生放送に内山あみがゲスト出演。
- 2月12日 「"ONE AND ONLY"@吉祥寺 CLUB SEATA」出演。
- 2月18日 「渋谷LOFT9アイドル倶楽部vol.1」出演。（高井・平瀬）
- 2月23日 「@JAM the Field vol.15」出演。（会場：新宿BLAZE）
- 3月3日 あまがさきキューズモールにて「LEVELING TOUR 番外編 フリーイベント」開催。
- 3月9日 FRESH LIVE公式チャンネルにて「ROCK A JAPONICA LEVELING TOUR 2019 〜中野へGO〜 Phase2 直前！意気込み語ろっかジャポニカ」を配信
- 3月21日 ららぽーと富士見にてLEVELING TOUR 番外編となるフリーイベントを開催。ライブ後には、代官山UNITで行われるアメフラっシのライブ「アメフラっシの春雨パーティー」をロッカジャポニカと観に行くバスツアーを開催。
- 3月25日 テレ朝動画「川上アキラの人のふんどしでひとりふんどし」＃180 出演（内藤・高井）
- 3月28日「神が宿る場所 〜ROAD TO 豊洲PIT 2マンライブ〜」出演。第2部は同時主催公演で、中野へGOツアーのファイナルとなる。
- 3月30日 「第5回 NACK5チームラン inメットライフドーム」に参加。
- 3月31日 「MX IDOL FESTIVAL Vol.8」出演。（会場：東京ドームシティ プリズムホール・Mステージ）
- 4月1日 AKIBAカルチャーズ劇場にてアメフラっシとの対バンライブ「ロッカジャポニカvsアメフラっシ」を開催。
- 4月6日 「うっちーず。」（内山・内藤）によるYouTube番組をロッカジャポニカのYouTube公式チャンネルにて配信。企画は内藤、編集は内山が担当[60]。
- 4月7日 ららぽーと豊洲にて中野へGOツアー番外編となるフリーライブを開催。内藤るな持ち込み企画「可愛い被写体のいる生活 in 豊洲！」を実施[61]。
- 4月8日 2019年1月27日[62]より体調不良のため休養していた椎名るかのグループ脱退が発表された[63]。
- 4月9日 17日に発売を予定していた6thシングルの発売中止が発表された[64]。
- 4月13日 HMV&BOOKS SHIBUYAにて中野へGOツアー番外編となるフリーイベントを開催。パジャマ姿のメンバーとツアーの振り返り映像を見るパジャマパーティー。内山あみ撮影・編集の「#ponmovie」LEVELING TOUR2019総集編[65]も公開された。
- 4月14日 イオンモール幕張新都心にて中野へGOツアー番外編のラストとなるフリーライブ開催。1部では、内山はデビューシングル「ワールドピース」の衣装、内藤は3rdシングル「だけどユメ見る」の高井の家庭科の衣装、高井は2ndシングル「教歌SHOCK!」の衣装、平瀬は5thシングル「MUGEN」の高井の衣装を着用した。
- 4月20日・21日 「ももクロ春の一大事2019 in 黒部市 〜笑顔のチカラ つなげるオモイ〜」のサテライトパーク内のフリーステージ「ウォー太郎ステージ」に出演[66]。
- 4月23日 FRESH LIVE公式チャンネルにて配信された番組にて、内山あみが4月29日の中野サンプラザ公演を以てグループを脱退することが本人より発表された[67][68]
- 4月29日 中野サンプラザホールにて過去最大規模となるワンマンライブ『ROCK A JAPONICA FRONTIER LIVE 中野サンプラザ 平成最後のアイドルコンサート』を開催。[69] アンコール後のMCでは、4月8日に脱退した椎名るかがサプライズで登場し、約3ヶ月半ぶりにステージで5人が揃った。椎名と内山がステージからはけた後、この日でロッカジャポニカの活動が終了することが発表された。そして、内藤・高井・平瀬の3人よる新しいユニットで、7月15日の「EVIL LINE RECORDS 5th Anniversary FES. “EVIL A LIVE” 2019」から再スタートすることも同時に発表された[2] [70]。なお、活動終了について、その後公式サイト等では解散という表現が使われたが、MCでメンバーは「解散とは言わない」と話した。

- 5月6日 「ギュウ農フェス春のSP2019」 （会場：新木場Studio Coast）のアームレスリング大会トーナメントに高井千帆が参加。桜エビ〜ずの水春に負けて一回戦敗退。
- 5月13日 テレ朝動画「川上アキラの人のふんどしでひとりふんどし」＃186 に内藤・高井が出演。中野サンプラザ公演の映像作品化について「まだ発表はしていないが期待していただいていい」とのアナウンスがあった。また、8月17日～26日に明治座で行われる「ももクロ一座特別公演」に何かしらのかたちで関わることが公表された。
- 5月15日～18日 ももいろクローバーZの5th ALBUM『MOMOIRO CLOVER Z』の発売を記念して渋谷に期間限定オープンしたポップアップショップ「MOMOIRO CLOVER Z SHOP」に“お手伝い”として15・16日は内藤、17日は高井、18日は平瀬が参加。
- 5月24日 スタプラの新たなステージイベント「ライブスタイルダンジョン」（会場：渋谷ストリームホール）に平瀬美里が参加。ソロ曲「さよならからはじまりへ」を披露する。
- 6月30日 “EVIL A LIVE”出演アーティスト紹介映像「#内藤るな #高井千帆 #平瀬美里（ex. #ロッカジャポニカ）」が公開される[71]。
- 7月1日 “EVIL A LIVE”会場限定発売のコンピレーションアルバム「EVIL LINE RECORDS 5th Anniversary FES. ALBUM“EVIL A LIVE”」に収録のコラボレーション曲「竜人くんが大好きです♡」（イヤホンズ×内藤るな・高井千帆・平瀬美里（ex.ロッカジャポニカ）×清竜人）に参加することが発表された[72]。
- 7月8日 「竜人くんが大好きです♡」（イヤホンズ×内藤るな・高井千帆・平瀬美里（ex.ロッカジャポニカ）×清竜人）が各音楽配信サイトおよびストリーミングサービスにて配信開始[73]。
- 7月15日 内藤・高井・平瀬が「EVIL LINE RECORDS 5th Anniversary FES. “EVIL A LIVE” 2019」（会場：パシフィコ横浜国立大ホール）に参加。新グループ「B.O.L.T」のお披露目となった。改名やメンバー変更では無く、新グループとなる[74]。
- 11月14日 中野サンプラザホールにて行ったワンマンライブ「ROCK A JAPONICA “FRONTIER” LIVE 〜中野サンプラザ 平成最後のアイドルコンサート〜」のLIVE Blu-rayが、ロッカジャポニカのメジャーデビュー日でもある2020年1月27日に発売されることが発表された。ライブ映像に加え、本公演のメイキング、昨年春に開催されたツアー「ロッカジャポニカ Spring Tour 2018 ～Re:view ROCK A JAPONICA～」の最終公演の様子やミュージックビデオ＆メイキング集も収められる。あわせて、中野サンプラザホール公演の模様を中心にロジャポの活動の軌跡を振り返るダイジェスト映像もYouTube公開された[75][76]。
- 11月15日 Mt.RAINIER HALL SHIBUYA PLEASURE PLEASUREにて行われた「B.O.L.T」の『「ここから」CD発売記念イベント』の会場で「ROCK A JAPONICA “FRONTIER” LIVE ～中野サンプラザ 平成最後のアイドルコンサート～」LIVE Blu-rayの先行予約受付が実施された。

### 2020年
- 1月27日 メジャーデビュー日であるこの日に「ROCK A JAPONICA “FRONTIER” LIVE 〜中野サンプラザ 平成最後のアイドルコンサート〜」LIVE Blu-ray発売。[77] さらに、椎名るかのソロ曲「Memories」をリアレンジし、椎名以外のメンバーでカバーした新録作品「Memories（ROCK A JAPONICA ver.）」の配信がスタートした[78]。 また、渋谷WWW Xにて発売記念上映会『みんなで振りかえろっかジャポニカ〜！尚、メンバーはいません。』が開催された[79]。
- 4月29日 活動終了ライブから1年が経ったこの日、『Magical View初回限定盤B』の配信と、ロッカジャポニカ全楽曲の海外配信がスタートした[80][81]。

※ 2019年7月15日以降の活動はB.O.L.Tのページを参照

## 作品
順位はオリコン・ウィークリーランキング最高順位。

### その他の参加作品
- 「3B junior ファースト・アルバム 2016」（3B junior）ロッカジャポニカとして「走れ！」「WEE FIGHT OH!!!!!」が収録
- 「We Are “STAR”」（STARDUST PLANET） STARDUST PLANET所属のアイドル全12組が参加[83]
- 「CatWalk」（KAMOSHIKA）高井千帆が参加[83]
- 「フクキタルン」（七福みゅ〜ず）椎名るかが参加[83]
- 「夏S 2018 ももクロトリビュート ～みんなで10周年をお祝いしちゃうぞ！～ Complete Box」（Blu-ray）
- 「竜人くんが大好きです♡」（イヤホンズ×内藤るな・高井千帆・平瀬美里（ex.ロッカジャポニカ）×清竜人）

## 活動

### ワンマンライブ
| 開催日         | タイトル | 会場                                      | 備考                                         |
| -------------- | --- | ----------------------------------------- | -------------------------------------------- |
| 2016年4月17日  | ロッカジャポニカinラフォーレミュージアム原宿！                                                                                | ラフォーレミュージアム原宿                | 初のワンマンライブ                           |
| 2016年11月28日 | ロッカジャポニカ 3rdツアー 〜Road to 1000〜 FINAL                                                                             | 恵比寿リキッドルーム                      | ツアーFINAL                                  |
| 2017年11月26日 | Magical View キセキとキセキの物語                                                                                             | 日本青年館                                | 初のホールライブ                             |
| 2018年6月7日   | STARDUST PLANET プレゼンツ AKIBAカルチャーズ定期公演 ～スタプラメンバーが笑顔と元気をお届け！ネクストジェネレーションズLIVE～ | AKIBAカルチャーズ劇場                     |                                              |
| 2018年9月29日  | ロッカジャポニカ ワンマン特別学習 〜平瀬美里の脳の中〜                                                                        | TSUTAYA O-Crest                           | テーマは｢EMOTIONAL ROCK A HISTORY｣           |
| 2018年9月29日  | ロッカジャポニカ ワンマン特別学習 〜高井千帆の脳の中～                                                                        | TSUTAYA O-Crest                           | テーマは「挑戦」、ドラムを初披露             |
| 2018年9月29日  | ロッカジャポニカ ワンマン特別学習 〜椎名るかの脳の中〜                                                                        | TSUTAYA O-Crest                           | テーマは「ライブ！ゲーム！アニソン！」       |
| 2018年9月30日  | ロッカジャポニカ ワンマン特別学習 〜内藤るなの脳の中〜                                                                        | TSUTAYA O-Crest                           | テーマは「私的スタダ祭り」五感を意識した公演 |
| 2018年9月30日  | ロッカジャポニカ ワンマン特別学習 〜内山あみの脳の中〜                                                                        | TSUTAYA O-Crest                           | テーマは「yume no yume」                     |
| 2018年11月9日  | ロッカジャポニカ ワンマン特別学習 〜ロジャポの脳の中〜                                                                        | TSUTAYA O-Crest                           |                                              |
| 2018年12月25日 | ロジャメリ2018 〜Saint Mental gift〜                                                                                          | Mt.RAINIER HALL SHIBUYA PLEASURE PLEASURE |                                              |
| 2019年4月29日  | ROCK A JAPONICA “FRONTIER” LIVE 〜中野サンプラザ 平成最後のアイドルコンサート〜                                               | 中野サンプラザホール                      | ロッカジャポニカとしての最後のステージ       |

### ツアー

#### ロッカジャポニカ Spring Tour 2018[84]
| 開催日               | 会場                 | 備考       |
| -------------------- | -------------------- | ---------- |
| 2018年4月28日(土)    | 仙台darwin           | 内藤カメラ |
| 2018年5月4日(金・祝) | 名古屋クラブクアトロ | 内山カメラ |
| 2018年5月5日(土)     | 梅田クラブクアトロ   | 平瀬カメラ |
| 2018年5月13日(日)    | FUKUOKA BEAT STATION | 椎名カメラ |
| 2018年5月20日(日)    | 渋谷クラブクアトロ   | 高井カメラ |

#### ROCK A JAPONICA LEVELING TOUR 2019 〜中野へGO〜[59]
|                    | 開催日            | 会場                        | 備考                                                  |
| ------------------ | ----------------- | --------------------------- | ----------------------------------------------------- |
| Phase 1            | 2019年2月9日(土)  | 渋谷 TSUTAYA O-Crest        | 2部制                                                 |
| Phase 1            | 2019年2月17日(日) | 京都MUSE                    | 2部制、１部は「ロジャンタイン」                       |
| Phase 1            | 2019年2月24日(日) | 名古屋 RAD HALL             | 2部制                                                 |
| Phase 1            | 2019年3月2日(土)  | 大阪 americamura FANJ twice | 2部制                                                 |
| Phase 2            | 2019年3月10日(日) | 久留米GEILS                 | 2部制、2部ゲスト：LinQ                                |
| Phase 2            | 2019年3月17日(日) | COLONY札幌                  | 2部制、2部ゲスト：POPPING☆SMILE                       |
| Phase 2            | 2019年3月23日(土) | 仙台 enn 2nd                | 2部制、2部ゲスト：Dorothy Little Happy                |
| Phase 2            | 2019年3月24日(日) | HEAVEN'S ROCK 宇都宮 VJ-2   | 2部制、2部ゲスト：とちおとめ25                        |
| Phase 2 神の番人編 | 2019年3月28日(木) | 下北沢GARDEN                | ツアーファイナル 神宿とのツーマンライブで同時主催公演 |
| 番外編             | 2019年4月1日(月)  | AKIBAカルチャーズ劇場       | アメフラっシとの対バン                                |

### 自主企画ライブ

#### ロッカジャポニカ武者修行GIG
|       | 開催日            | 会場                   | GUEST                                     | 備考                     |
| ----- | ----------------- | ---------------------- | ----------------------------------------- | ------------------------ |
| Vol.1 | 2017年10月8日(土) | 渋谷duo MUSIC EXCAHNGE | lyrical school、DEVIL NO ID               | 「わたしの地図」初披露   |
| Vol.2 | 2018年2月25日(日) | 下北沢GARDEN           | ヤなことそっとミュート                    | 黒で統一された新衣装披露 |
| Vol.3 | 2018年6月3日(日)  | 渋谷 WWW               | 夢みるアドレセンス                        |                          |
| Vol.4 | 2018年12月8日(日) | 新宿BLAZE              | Task have fun、まなみのりさ , DEVIL NO ID |                          |

### テレビ
- テレ玉「HOT WAVE」
  - 2016年6月26日、7月3日、7月10日 【ミニコーナー】知ロッカジャポニカ
  - 2016年11月13日 ゲストコーナー
  - 2017年2月5日 【インタビュー】俺のネクストガール〜もちろん藤井〜
  - 2017年4月30日、5月7日、5月14日 【ミニコーナー】知ロッカジャポニカ リターンズ
  - 2017年9月17日 MC山本昇密着シリーズ ももクロ夏のバカ騒ぎ2017 -FIVE THE COLOR Road to 2020 -味の素スタジアム大会 前編
  - 2017年11月19日 ゲストコーナー
  - 2018年8月5日 ゲストコーナー
  - 2018年9月6日 MC山本昇密着シリーズ 夏S 2018 ももクロトリビュート篇
  - 2018年9月23日 MC山本昇密着シリーズ MomocloMania2018 -Road to 2020- 篇
  - 2018年12月9日 ゲストコーナー
  - 2019年1月27日 MC山本昇密着シリーズ ももいろクリスマス2018 DIAMOND PHILHARMONY -The Real Deal- 篇
- Music Japan TV「はみだせ！アイドルぶっちゃけ部屋」2016年7月1日、2017年11月1日

- MBS「青鬼（鬼らめっこ）」 2016年7月11日〜7月16日、2016年7月18日〜7月22、2016年7月25〜7月29日
- NHK BS プレミアム「ガルポプ！ワンダーランド〜2016夏・最先端の女子ライブ！」2016年8月14日
- フジテレビNEXT「あたしの音楽」2017年2月16日
- フジテレビNEXT「Takanori Music Revolution #6」2017年3月29日
- J:COM「ユニバーサル・スタジオ・ジャパンでＴＫＯ」2017年11月2日(内藤・高井)、2018年12月3日(高井・平瀬)
- ミュージックジャパンTV「アイドル大好き！ギュギュッっとアイドル☆最強ランキング」2017年11月19日、2018年8月24日、2018年12月21日
- テレビ東京「東京アイドル戦線」2017年11月23日
- NHK BS プレミアム「J-MELO 550 Live Special Part 0:前夜祭」2018年1月27日
- MTV台湾「我愛偶像」（I LOVE Idol）2018年4月19日
- TOKYO MX「超!アイドル戦線～Men's Side Girl's Side～」2018年4月26日、2019年1月31日、2019年2月7日（高井）、2019年3月28日
- フジテレビNEXT「坂崎幸之助のももいろフォーク村NEXT 第84夜」2018年5月30日（高井）
- フジテレビNEXT「コアラモード.小幡康裕のガチンコスターダストプラネット」2018年5月30日（高井）、2018年7月12日（内山）、2019年1月20日（高井）、2019年7月18日（平瀬）
- テレビ朝日「ももクロChan～Momoiro Clover Z Channel～」2018年9月5日
- フジテレビ「Love music」コメント出演 2018年12月16日
- KYT 鹿児島読売テレビ「AMP」コメント出演 2018年12月17日
- CSテレ朝チャンネル「サイサイてれび！おちゃの間サイサイ」2019年1月5日（内山）
- TOKYO MX2「MX IDOL TV #5」2019年3月17日
- 日テレプラス「真夏のアイドル大博覧会 @JAM EXPO 2018 ストロベリーステージ 完全版スペシャル！！ DAY2 PART1」2019年10月20日

### ラジオ
- FM NACK5「目指せてっぺん！しゃべろっか ジャポニカ」（レギュラー）
  - 2016年5月1日より 毎週日曜日 18:03〜（i Meet Up!内包）
  - 2016年10月2日より 毎週日曜日 16:45〜17:00（カメレオンパーティー内包　以下同様）
  - 2017年4月2日より 毎週日曜日 19:45〜20:00
  - 2017年10月1日より 毎週日曜日 16:45〜17:00
  - 2018年4月1日より 毎週日曜日 19:45〜20:00
  - 2018年10月2日より 毎週日曜日 16:45〜17:00
  - 2019年4月7日より4月28日まで 毎週日曜日 19:45〜20:00

### 書籍・雑誌
- MARQUEE vol.115（2016年6月10日発売）
- BRODY（2016年6月15日発売）
- OVERTURE（2016年6月18日発売）
- B.L.T.（2016年6月24日発売）
- Top Yell NEO（2016年6月30日発売）
- BIG ONE GIRLS No.39（2017年5月30日発売）
- TV Bros.（2018年1月24日発売）
- mer4月号（2018年2月17日発売）内山あみ
- スターダストプラネット公式Special Book（日経BPムック）(2018年7月19日発売)
- BIG ONE GIRLS NO.46（2018年7月31日発売）
- OVERTURE（2018年9月28日発売）
- OVERTURE（2018年12月25日発売）
- BUBKA 2019年2月号（2018年12月29日発売）
- ベストカー 7月10日号（2019年6月10日発売）内藤るな
- BUBKA 2019年8月号（2019年6月28日発売）平瀬美里

## 特記事項

### タコ感
ライブのテーマとも言える言葉に「タコ感」がある。これは、2016年11月28日恵比寿リキッドルームでにて、内山あみがライブの感想を「多幸感」という言葉で表現した際に、平瀬美里が「タコ感」と聞き間違えたことから生まれた言葉。 ロッカジャポニカは「タコ感」溢れるライブを心がけていて、ライブの魅力のひとつになっている。リーダーの内山あみは「楽しい ! だけじゃなくて 幸せ ! がやってくる、ぽかぽか胸の奥が温まるような瞬間、その瞬間を私たちは大切にしてます」と言っている。
「タコ感」をテーマにした楽曲「タコ感 ロッカジャポニカ」も発表されている。 また、ベース曲となる「たこやきマントマン主題歌」をライブなどの出囃子に使用していたスタプラの先輩グループ「たこやきレインボー」に“直談判”する動画も公開されている。

### グループ名
日本を刺激する、日本を感動させるという意味が込められている「ロッカジャポニカ（ROCK A JAPONICA）」。名付け親はキングレコードの宮本純乃介と湯本和浩。2015年12月3日に3B junior公式Ustreamチャンネルで配信された番組にて湯本が命名エピソードを披露。
なお、歌詞にグループ名が含まれる曲に「教歌SHOCK!」「SPARKLE TOUR!!」「タコ感 ロッカジャポニカ」「MUGEN」がある。

### マスコットキャラクター
公式キャラクターは「ジャポニーサン」。富士山と太陽が合わさったかわいらしいデザイン。2018年8月1日、『最the高』TOURの新宿マルイメン公演にて発表された。

### 脳学習シーズン
2015年1月のメジャーデビュー以来「学業・学生生活」というテーマの楽曲を披露してきたが、2018年8月発売の4thシングル「最the高」より“脳学習シーズン”と題した第二章に突入した。これまで学習したことを脳へ伝え、新しいテーマへつながる、というコンセプト。脳学習シーズン第一弾となる「最the高」は側頭葉を題材として“記憶”をテーマにした楽曲、第二弾の「MUGEN」は前頭葉を題材として“夢と妄想”をテーマにした楽曲となっている。

### 立ち位置
|                  | 向かって左から（下手から）   |
| ---------------- | ---------------------------- |
| 結成～           | 椎名・平瀬・高井・内藤・内山 |
| 2017年10月1日～  | 椎名・平瀬・内山・内藤・高井 |
| 2018年10月28日～ | 内藤・椎名・高井・内山・平瀬 |

### 結成日
公式発表は無いが、以下のような結成日に関する言及がある。
スタッフのキングレコード湯本和浩氏とスターダスト吉村悠氏は「川上アキラの人のふんどしでひとりふんどし」#42にて、初めて5人で「走れ！」を披露した2014年11月24日が結成日になると発言をしている。 内藤るなは、はちみつロケットと結成日が同じだとインタビューで答えている。この時点でははちロケも結成日は非公表だったが、その後2014年10月29日だと発表されている。 また、平瀬美里は、初めて5人で集められて｢走れ！｣を歌うと聞かされた日が2014年10月8日だとブログに書いている。